# Agrypon ohioense
Agrypon ohioense är en stekelart som beskrevs av Dasch 1984. Agrypon ohioense ingår i släktet Agrypon och familjen brokparasitsteklar. Inga underarter finns listade i Catalogue of Life.